# Achipteria oudemansi
Achipteria oudemansi är en kvalsterart som beskrevs av Arthur P. Jacot 1929. Achipteria oudemansi ingår i släktet Achipteria och familjen Achipteriidae. Inga underarter finns listade i Catalogue of Life.